# Alan Sorrenti
Alan Sorrenti, né à Naples le 9 décembre 1950, est un chanteur et compositeur italien.

## Biographie
Alan Sorrenti qui est né à Naples de mère galloise a passé une grande partie de son enfance à Aberystwyth, Pays de Galles. En conséquence parlant italien et anglais il a chanté dans les deux langues tout au long de sa carrière.
Alan Sorrenti a commencé sa carrière au début des années 1970. Son premier album  Aria sorti en 1972 (également en France sous label Pathé Marconi) est suivi en 1973 par Come un vecchio incensiere all'alba di un villaggio deserto, composés principalement de morceaux de rock progressif et expérimental.
En 1976, Alan Sorrenti change de genre pratiquant la disco music. En 1977 sort Figli delle stelle son premier succès. À la fin de 1979, il  remporte un important succès Européen avec le single Tu sei l'unica donna per me, produit en différentes langues.
De 1978 à 1980, ses albums sortent en France sous le label Carrère : Figli delle stelle, L.A & New York et Di notte.
En 1979, le réalisateur Carlo Venzina lui propose le rôle principal, Daniel, dans le film Figlio delle stelle, une comédie basée sur sa carrière de chanteur.
En 1980 Alan Sorrenti représente l'Italie  au Concours Eurovision de la chanson avec la chanson Non so che darei terminant à la sixième place. La chanson devient le succès de l'année en Europe Continentale et en Scandinavie se plaçant juste derrière le gagnant Johnny Logan What's Another Year.
En juillet 1981, il revient au rock en sortant le single La Strada Bruccia qui connaît le succès seulement dans son pays natal à la différence de ses titres disco de 1977 à 1980.
En 1982, il compose pour la chanteuse américaine Laura Branigan la chanson Maybe I love you qu'il enregistre ensuite en italien sous le titre Angeli di strada. Il enregistre la chanson aux Cherokee Recording Studios de Los Angeles (Californie) et l'album éponyme dans les studios Geimsteinn de Keflavik (Islande).
En mai 1983, il est arrêté pour détention de stupéfiants et passe 33 jours en prison à Rebibbia. Il sort cet été-là un single, Sempre, dont la face B, Sessualmente magica est composée par Pino Donaggio.
Il tente de renouer avec le succès à plusieurs reprises, notamment au festival de San Remo 1988 avec Come per miracolo, puis en 1992 avec le titre inédit Vola sur l'album Radici.
Au fil des ans, de nombreux DJ's proposent des remix de son tube Figli delle stelle.
En 2003, son album Sottocqua ne rencontre aucun succès. Le chanteur annonce sa parution sur Internet, n'ayant plus, à l'époque, de contrat avec une maison de disques.
En 2006, Alan Sorrenti a participé au festival O'Scià sur l'île de Lampedusa .
Il fait son retour en 2022 avec l'album Oltre la zone sicura.

## Vie privée
- Il a vécu avec l'actrice, productrice et présentatrice télévisée Roberta Manfredi[6],[7].
- Marié à Tony Lee Carland, mannequin américain. Divorcé. Une fille : Erika.
- Il a eu un fils, Sky Julian Markus[8], avec une autre compagne.

## Discographie

### Albums
- Aria (1972)[9]
- Come un vecchio incensiere all'alba di un villaggio deserto (1973)
- Alan Sorrenti (1974)
- Sienteme, il est temps de terre (1976)
- Figli delle Stelle (1978)
- L. A. et new york (1979)
- Di notte (1980)
- Angeli di strada (1983)
- Bonno Soku Bodai (1987)
- Radici (1992)
- Miami (Kyoko mon amour) (1997)
- Sottacqua (2003)
- Oltre la zona sicura (2022)[5]

### Compilations
- Alan Sorrenti Emi Special (1980)[10]
- 1971-1981 (1982)[11]
- I successi di Alan Sorrenti (1996), réédition avec d'autres titres en 1999[12]
- Miami (1997)

## Filmographie
- 1979 : Figlio delle stelle de Carlo Vanzina : Daniel
- 2017 : Terapia di coppia per amanti (it) de Alessio Maria Federici (it) : lui-même (apparition)